# ایزوفورون
ایزوفورون (به انگلیسی: Isophorone) با فرمول شیمیایی C9H14O یک ترکیب شیمیایی با شناسه پاب‌کم 6544 است. که جرم مولی آن ۱۳۸٫۲۱ گرم بر مول می‌باشد. 